# 元禄通
元禄通（げんろくとおり）は、愛知県名古屋市南区の地名。

## 歴史

### 町名の由来
新伝馬新田まで通りを延長する計画があり、新田開発の年号である元禄と名付けたとされる。

### 沿革
- 1930年（昭和5年）11月26日 - 南区豊田町の一部により、同区元禄通が成立[3]。
- 1938年（昭和13年） - カネハツ食品が工場を設置[2]。
- 1953年（昭和28年）10月15日 - 一部が瑞穂区に編入され、同区元禄通が成立する[3]。
- 1960年（昭和35年）3月20日 - 南区豊田町の一部が同区元禄通に編入される[3]。また、瑞穂区元禄通は同区浮島町に編入され消滅[4]。
- 1985年（昭和60年）11月3日 - 南区元禄通が同区豊一丁目・豊二丁目・豊三丁目にそれぞれ編入され消滅[3]。